# Pateh Sam
Pateh Sam är en ort i Gambia. Den ligger i regionen Central River, i den östra delen av landet, 160 km öster om huvudstaden Banjul. Antalet invånare var 2 123 vid folkräkningen 2013.